# باربونویل
باربونویل (به فرانسوی: Barbonville) یک کمون (فرانسه) در فرانسه است که در canton of Bayon واقع شده‌است. باربونویل ۱۰٫۸۱ کیلومتر مربع مساحت دارد ۲۲۵ متر بالاتر از سطح دریا واقع شده‌است.